# Тито (Италия)
Вижте пояснителната страница за други значения на Тито.
Тѝто (на италиански: Tito, на местен диалект lu Titu, лу Титу) е градче и община в Южна Италия, провинция Потенца, регион Базиликата. Разположено е на 650 m надморска височина. Населението на общината е 7263 души (към 2013 г.).